# Großer Preis der F.I.M. (Motorrad)

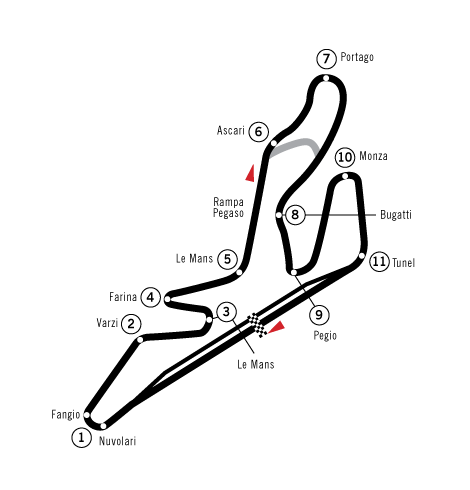
Streckengrafik des Circuito del Jarama

Der Große Preis der Fédération Internationale de Motocyclisme für Motorräder war ein Motorrad-Rennen zur Motorrad-Weltmeisterschaft.
Er fand nur einmal, am 26. September 1993, als Ersatz für den am 3. Oktober geplanten Großen Preis von Südafrika, auf dem Circuito del Jarama in Spanien statt.
Der Grand Prix war der letzte Lauf der Saison und entschied, da in keiner der drei Soloklassen bis dahin ein Weltmeister feststand, über die Titelträger. Bei den 125ern setzte sich der Deutsche Dirk Raudies auf Honda durch, dem im WM-Kampf gegen Kazuto Sakata Rang acht genügte. In der Viertelliterklasse konnte der japanische Yamaha-Pilot Tetsuya Harada den bis dahin in der Gesamtwertung führenden Italiener Loris Capirossi mit seinem Sieg noch abfangen. In der Klasse bis 500 cm³ genügte dem US-Amerikaner Kevin Schwantz auf Suzuki Rang drei, da sein einzig verbliebener WM-Konkurrent Wayne Rainey beim Großen Preis von Italien in Misano schwer verunglückt war und nicht starten konnte.
Dem Brasilianer Alex Barros gelang in der Halbliterklasse der erste Grand-Prix-Sieg seiner Laufbahn.

## Statistik
| Jahr | Strecke | Klasse   | Sieger                            | Zweiter                     | Dritter                     | Pole-Position                     | Schn. Rennrunde                   |
| ---- | ------- | -------- | --------------------------------- | --------------------------- | --------------------------- | --------------------------------- | --------------------------------- |
| 1993 | Jarama  | 125 cm³  | Ralf Waldmann (Aprilia)           | Takeshi Tsujimura (Honda)   | Kazuto Sakata (Honda)       | Dirk Raudies (Honda)              | Noboru Ueda (Honda)               |
| 1993 | Jarama  | 250 cm³  | Tetsuya Harada (Yamaha)           | Loris Reggiani (Aprilia)    | Max Biaggi (Honda)          | Loris Capirossi (Honda)           | Loris Capirossi (Honda)           |
| 1993 | Jarama  | 500 cm³  | Alex Barros (Suzuki)              | Daryl Beattie (Honda)       | Kevin Schwantz (Suzuki)     | John Kocinski (Cagiva)            | John Kocinski (Cagiva)            |
| 1993 | Jarama  | Gespanne | Biland / Waltisperg (LCR-Krauser) | Webster / Simmons (LCR-ADM) | Güdel / Güdel (LCR-Krauser) | Biland / Waltisperg (LCR-Krauser) | Biland / Waltisperg (LCR-Krauser) |